# Sociedade Nordestina de Ecologia

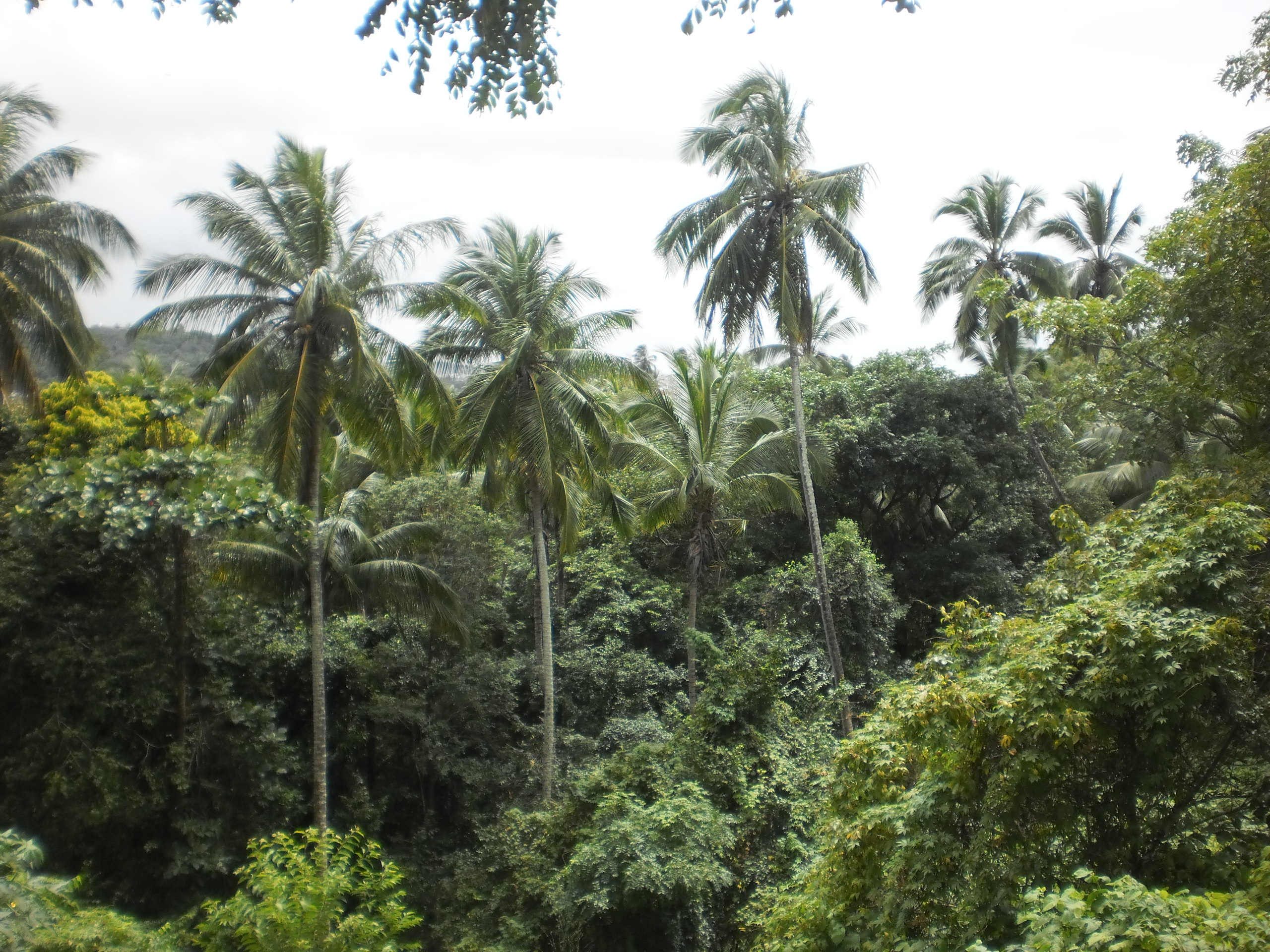
Trecho da Mata Atlântica em Olinda - PE

A  Sociedade  Nordestina  de  Ecologia  –  SNE  é  uma  organização  não  governamental, cujo objetivo é juntar indivíduos e instituições que trabalham com o meio ambiente. Iniciando seus  trabalhos  em agosto de  1986,  ela possui  como  extensão  geográfica  de  atuação dos  nove  estados  do Nordeste, embora tenha concentrado nos últimos anos os seus projetos e atividades, em Pernambuco, onde está sediada. Tendo como objetivo articular pessoas e instituições para a proteção do meio ambiente, a SNE teve grande participação no mapeamento da Mata Atlântica em parceria com a ONG SOS Mata Atlântica. A instituição ganhou o Prêmio Muriqui em 1993 e  Prêmio Vasconcelos Sobrinho 2012 - na categoria Participação Comunitária.
A organização promove e incentiva o estudo da ecologia, desenvolve ferramentas pedagógicas e de planejamento participativo, além de implementar ações e projetos que visam o desenvolvimento sustentável. A SNE atua em diversas questões ligadas à temática ambiental, as principais são: as estratégias de desenvolvimento locais e regionais; as políticas ambientais no âmbito dos municípios, estados e federação; a proteção dos ecossistemas nordestinos; a educação ambiental, o uso sustentável dos recursos naturais; a produção de mudas de essências nativas, principalmente da Mata Atlântica; o reflorestamento e a recuperação de áreas degradadas.
Em  2005,  a  SNE lançou o Projeto Reflorestágua  –  Reflorestando  e Protegendo as Águas do Tapacurá, com financiamento da Petrobrás Ambiental, cujo objetivo era  melhorar  a  qualidade  ambiental  e  social  da  bacia  do  rio  Tapacurá.  No  Início,  os municípios de Pombos e de Vitória de Santo Antão foram escolhidos para atuação do projeto; entre  os  seis  municípios  integrantes  da  bacia,  essa escolha  foi  feita  porque  esses  dois municípios  representam  quase  80%  da  área. O projeto tem como objetivo a melhoria das condições socioambientais da Bacia Hidrográfica do Tapacurá, por meio de ações que atuam de forma integrada, a exemplo da educação ambiental, mobilização social, monitoramento da água e políticas públicas.
Segundo a então gerente executiva do projeto Reflorestágua, Maíra Braga, o projeto foi organizado em fases. Na primeira fase, entre 2005 e 2006, foram plantadas mais de 52 mil mudas em cerca de 32 hectares. Na segunda fase, a meta é atingir o plantio de 55 mil mudas, envolvendo todos os municípios da Bacia do Tapacurá. Em 2009, a SNE, em parceria com a Prefeitura do município de Moreno, realizou o plantio participativo de 100 mudas nas margens do Rio Jaboatão, como ação da segunda fase.
No reflorestamento serão usadas as espécies Ipês Amarelo, Roxo e Lilás, Oiti, Mororó, Caibera e Jucá. Indicadas para margens de rios, as mudas são produzidas no viveiro de Itapissuma (Região Metropolitana do Recife), que integra o Posto Avançado da Reserva de Biosfera da Mata Atlântica (RBMA) e é considerada a maior sementeira de Pernambuco de espécies nativas da Mata Atlântica.